# Depatriacje i przesiedlenia gryfickie po II wojnie światowej
Depatriacje i przesiedlenia gryfickie – okres przymusowych wysiedleń ludności niemieckiej oraz przesiedleń ludności polskiej i zabużańskiej, jakie miały miejsce w latach 1945-1951 w Gryficach.

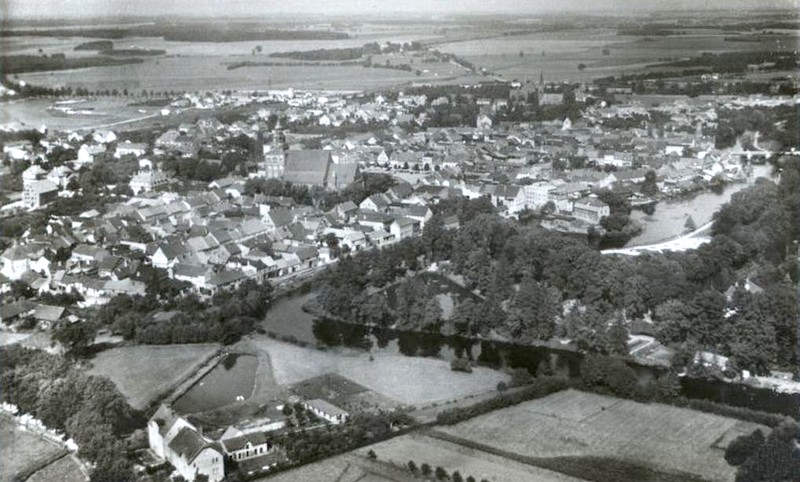
Panorama Gryfic w 1940 r.

## Przejęcie miasta przez wojska radzieckie
5 marca 1945 r., w godzinach popołudniowych Greifenberg in Pommern (dziś Gryfice) został zdobyty i przejęty przez wojska radzieckie, tj. 5 Samodzielny Pułk Motocyklowy Gwardii, dowodzony przez ppłk Anatola Muraczewa oraz, jak podają inne publikacje, szwadrony kawalerzystów 16 Dywizji Kawalerii Gwardii, wchodzących w skład 7 Samodzielnego Korpusu Kawaleryjskiego dowodzonego przez gen. lejt. M. Konstantinowa.
Dzień później władza nad miastem i zajętych przez Sowietów terenach przeszła w ręce radzieckiej komendantury wojennej, zgodnie z konwencją haską z 18 października 1907 r. o prawach i zwyczajach wojny lądowej. Komendantura pełniła władzę do czasu ukształtowania się polskiej administracji. Zniesiono ją 12 lipca 1945 r. Radziecką zastąpiła polska komendantura wojenna, która działała od czerwca 1945 r. Pełniła ona rolę łącznika między lokalną administracją a wojskowymi (radzieckimi) jednostkami gospodarczymi, które nadal zarządzały większymi zakładami produkcyjnymi w mieście.

### Kwestia pozornego osadnictwa
W pierwszych tygodniach po zdobyciu miasta dochodziło często do tzw. pozornego osadnictwa, które miało na celu dokonywanie rabunku i wywożenie poniemieckich dóbr, w tym mienia nowych osadników. Czynnik ten miał również wpływ na akcję osiedleńczą, ponieważ niejednokrotnie wzbudzał niepewność wśród osób pojawiających się na nowym (obcym) terenie. Na skutek złego stanu bezpieczeństwa miasta powołano Polską Milicję Porządkową, która miała zabezpieczyć mienie przed szabrownikami oraz zapewnić ochronę życia mieszkańców. Komendantem PMP został Wojciech Kubicki.

## Pierwsze przesiedlenia
Według danych archiwalnych w maju 1945 r. nastąpiły pierwsze przesiedlenia ludności polskiej na tereny Pomorza Zachodniego, w tym Gryfic. Pierwszymi osadnikami (przesiedleńcami) byli mieszkańcy Mogilna, w liczbie ok. 150 osób, którzy przybyli do Greifenberga (dziś Gryfice) 5 maja. Mogilno stanowiło patronat osadniczy nad Zagórzem (przejściowa nazwa Gryfic). Natomiast 18 maja przesiedlono do miasta kolejnych polskich osadników z Piły, którzy tworzyli m.in. tzw. grupę operacyjną, która stała się zalążkiem miejscowej władzy i administracji publicznej.
Planowe osadnictwo polskich i pozostałych przesiedleńców rozpoczęło się dopiero w październiku 1945 r. Nowi osadnicy napływali do Zagórza (dziś Gryfice) z centralnej Polski, tj. z województw: warszawskiego, łódzkiego i lubelskiego oraz zza Buga. W grupie tej także znajdowali się osadnicy wojskowi, którzy na mocy rozkazu nr 111 z 3 czerwca 1945 r. wydanego przez Naczelne Dowództwo Wojska Polskiego mogli osiedlać się na tzw. Ziemiach Odzyskanych. 27 grudnia 1945 r. w Zagórzu zamieszkiwało już 3597 polskich osadników. Osobną grupę stanowili osadnicy wiejscy, którzy na mocy dekretu z 6 września 1944 r. mogli zasiedlać opuszczone rolne nieruchomości ziemskie.

### Porozumienia rządowe w sprawie przesiedleń
Akcja przesiedleń była realizowana na mocy porozumień zawartych we wrześniu 1944 r. pomiędzy władzami polskimi a republikami radzieckimi: Ukrainy, Białorusi i Litwy oraz umowy z 6 lipca 1945 r. pomiędzy ZSRR a Tymczasową Radą Jedności Narodowej RP, dotyczącą Polaków i Żydów, z wyłączeniem Ukraińców, Białorusinów i Litwinów, którzy posiadali obywatelstwo polskie i zamieszkiwali na Kresach Wschodnich. Według danych szacunkowych z lat 1945-1948 do Polski przesiedlono ok. 1,26 mln mieszkańców z Ukrainy, Białorusi i Litwy , z czego do miasta Gryfice 1048 osób, co stanowiło 10,9% ogółu mieszkańców, natomiast na wieś w powiecie gryfickim 5704 osób (32,3% ogółu mieszkańców).

## Depatriacje ludności niemieckiej

### Plan Sojuszniczej Rady Kontroli Niemiec
Od 2 sierpnia 1945 r. (konferencja poczdamska) zapowiedź wysiedlania Niemców spowodowała, że część z nich zaczęła dobrowolnie zgłaszać chęć swojego wyjazdu, na podstawie stosownego oświadczenia. Według planu przesiedleń Sojuszniczej Rady Kontroli Niemiec z 20 listopada 1945 r. (§ 1 postanowień SRKN, w oparciu o rozdz. XIII Umowy Poczdamskiej) akcja przesiedleńcza miała zakończyć się w lipcu 1946 r. W Zagórzu (przejściowa nazwa Gryfic) zamieszkiwało w maju 1945 r. ok. 4 tys. Niemców (96%), a w grudniu 2302 (39%).
W sprawie depatriacji ludności niemieckiej z powiatu greifenberdzkiego (dziś gryfickiego) wydano dodatkowo instrukcję, z 26 stycznia 1946 r. o repatriacji ludności niemieckiej z granic Państwa, która składała się z jedenastu szczegółowych zaleceń. Dokument podpisany został przez L. Borkowicza, pełnomocnika rządu RP na okręg Pomorza Zachodniego i zarazem wojewody szczecińskiego. Z niezależnych jednak przyczyn depatriacja ludności niemieckiej z terenów zagórskich (dziś gryfickich) trwała o wiele dłużej. Niemieccy mieszkańcy miasta w większości zostali wysiedleni do końca 1946 r. Pozostała ich część opuściła Zagórze (dziś Gryfice) w terminie późniejszym.
W pierwszej kolejności wysiedlano Niemców, których zaliczano do tzw. uciążliwych, następnie zatrudnionych u Polaków i wojsk radzieckich, w gospodarstwach domowych oraz prywatnych przedsiębiorstwach, następnie niewykwalifikowanych pracowników, na końcu osoby w wieku starczym, chorych oraz przebywających w przytułkach i sierocińcach. Od 14 lutego 1946 r., na skutek porozumień polsko-brytyjskich, ludność niemiecką wysiedlano do brytyjskiej strefy okupacyjnej. Umowa gwarantowała transport uporządkowany i humanitarny. Wysiedleńcy mogli zabrać ze sobą bagaż podręczny, którego wielkość nie była ustalona oraz 500 marek niemieckich. Depatriantom zapewniono pomoc medyczną. Dalsze wysiedlenia obejmowały również radziecką strefę okupacyjną.

### Propaganda rewizjonistyczna Niemiec
Na skutek rozwijającej się działalności rozpoznawczo-likwidacyjnej miejscowej Milicji Obywatelskiej odizolowano niedobitków hitlerowskiego aparatu polityczno-operacyjnego. Na Pomorzu Zachodnim grasowały w tym czasie grupy zbrojnego podziemia hitlerowskiego (niem.) Wehrwolf (członkowie SS, NSDAP i SA), których celem było zastraszanie nowych osadników i zniechęcane do prób osiedlania się na terenach Pomorza Zachodniego. Niejednokrotnie stosowano tu terror fizyczny i bandyckie napady. W obwodzie zagórskim (na skutek wspólnych działań Milicji Obywatelskiej, Urzędu Bezpieczeństwa, polskich i radzieckich wojsk) zatrzymano 25 Niemców, byłych funkcjonariuszy i aktywistów NSDAP, SA i Gestapo. Kilkudziesięciu natomiast obywateli Rzeszy zmuszono do natychmiastowego opuszczenia ziem pomorskich.
W tym samym czasie służby bezpieczeństwa odnotowywały w środowisku niemieckim nasilenie rewizjonistyczno-odwetowej propagandy, która głosiła ideę tymczasowego stanu i rychłego powrotu Niemców na ziemie pomorskie. Znany jest przypadek przesiedlonych Niemców do Hamburga, którzy utworzyli tam tzw. (niem.) Landsmannschaft Pommern, z byłego powiatu Greifenberg i. Pom. (dziś powiat gryficki).
Na zebraniach pod przewodnictwem E. Hannemanna i G. Helwiga omawiano m.in. sytuację i warunki Niemców przebywających jeszcze na terenach gryfickich oraz planów represji wobec tych, którzy współpracowali z polskimi i radzieckimi władzami. Nadto poprzez łączników prowadzono korespondencję oraz kolportowano dwutygodnik Pommern Brief, który w treści nawoływał do podżegania nastrojów depatriantów. Skutkiem tych działań były liczne antypolskie wystąpienia szkalujące działalność miejscowych władz. W tym czasie aresztowano ok. 20 Niemców, w tym głównych aktywistów. Dalsza depatriacja i represje stosowane przez organy ścigania skutkowały rozwiązaniem problemu.

### Dyrektywy w sprawie ewakuacji Niemców
Jesienią 1947 r. (na skutek wydanych dyrektyw) rozpoczęto dalszą akcję depatriacyjną wobec zamieszkujących miasto i powiat Niemców. Z Wydziału Osiedleńczego Urzędu Wojewódzkiego Szczecińskiego do starostwa gryfickiego wpłynął telefonogram z 18 października 1947 r.:

W związku z zakończeniem repatriacji Niemców z Polski, polecam przeprowadzić ewakuację Niemców z powiatu, w nieprzekraczalnym terminie do dnia 27. X. 47 r. odsyłając ich do Szczecina (…) Z powyższej akcji należy wyłączyć Niemców posiadających zaświadczenia zielone i różowe, oraz chorych i ich rodziny i dzieci bez opieki(…).

Dokument podpisał wicewojewoda Jan Kaniewski. Dane statystyczne potwierdzają pobyt ludności niemieckiej na terenie powiatu i miasta. Zgodnie z wytycznymi dot. przesiedlenia Niemców miały się definitywnie zakończyć 27 października 1947 r. Tymczasowa Rada Doradcza w Gryficach już we wrześniu 1945 r. wystąpiła do ppłk L. Borkowicza o przyśpieszenie wysiedlenia Niemców z terenów powiatu gryfickiego, na co nie uzyskano aprobaty, a co miało stanowić m.in. gwarancję umowy poczdamskiej. O losie ludności niemieckiej mówi rozdział XIII umowy:

Trzy rządy rozważywszy sprawę (…) uznają, że należy przystąpić do przesiedlenia do Niemiec ludności niemieckiej lub jej części pozostałej w Polsce.

Według niej w 1947 r. oficjalnie zakończono depatriację Niemców. Ostatnie jednak wysiedlenia ludności niemieckiej z powiatu gryfickiego nastąpiły w lipcu 1948 r. o czym informuje starosta powiatowy w piśmie do Szczecińskiego Urzędu Wojewódzkiego, Wydziału Osiedleńczego w Szczecinie, z 30 lipca 1948 r. W pkt 1. tego pisma zawarta została informacja, z której wynika, że:

(...) transport Niemców składający się z 68 mężczyzn, 108 kobiet i 39 dzieci pociągiem konwojowano przez M. O. z Gryfic do Stargardu.

Pozostałych natomiast przesiedlono w ramach akcji pod hasłem: "łączenia rodzin" (1948-1951). Według danych liczbowych z tego okresu depatriacja z powiatu gryfickiego objęła 1064 osób. Charakterystyczne dla tego procesu są dane statystyczne, które odzwierciedlają przymusowe wysiedlenia. Według danych o stanie liczebnym ludności miasta z 27 grudnia 1945 r. w Gryficach pozostawało nadal 2302 Niemców (39%), a według spisu ludności z 31 grudnia 1948 r. było ich jedynie 13 (0,14%). Nadzór nad przesiedleniami Niemców sprawowało Ministerstwo Ziem Odzyskanych, a w powiecie starosta wraz z powiatowym oddziałem Państwowego Urzędu Repatriacyjnego (PUR). Kontrolę nad całą akcją w terenie przejął Urząd Głównego Delegata do spraw repatriacji ludności niemieckiej. Pozostających w mieście Niemców już od 1945 r. przesiedlano do jednej dzielnicy (niem.) Siedlung (pol.) Osada. Wykorzystywano ich do usuwania skutków wojny i prac porządkowych.
Akcję przesiedleńczą z powiatu gryfickiego (1946-1947) ilustruje poniższa tabela:
| Liczba przesiedlonych Niemców z powiatu gryfickiego | Liczba przesiedlonych Niemców z powiatu gryfickiego | Liczba przesiedlonych Niemców z powiatu gryfickiego | Liczba przesiedlonych Niemców z powiatu gryfickiego | Liczba przesiedlonych Niemców z powiatu gryfickiego |
| Liczba Niemców w styczniu 1946 r.                   | Liczba Niemców według spisu z 14.02.1946 r.         | Przesiedlonych planowo w 1946 i 1947 r.             | Repatriacja "dzika"                                 | Ogółem w 1946 i 1947 r.                             |
| --------------------------------------------------- | --------------------------------------------------- | --------------------------------------------------- | --------------------------------------------------- | --------------------------------------------------- |
| 19600                                               | 18786                                               | 17585                                               | 515                                                 | 18100                                               |

## Akcja "Wisła"
W 1947 r., ramach akcji: "Wschód" (później "Wisła" – w skrócie akcja "W") na tereny gryfickie przesiedlono 579 rodzin (2801 osób) z województwa rzeszowskiego i lubelskiego. Z dokumentów archiwalnych Starostwa Powiatowego w Gryficach z dn. 13 września 1947 r. wynika, że 6 transportów z przesiedleńcami i inwentarzem żywym przyjęto w dniach od 7 maja do 13 lipca 1947 r., które rozprowadzono w większości na północne tereny powiatu (w tym gminę gryficką) omijając miasto Gryfice. Ministerstwo Ziem Odzyskanych zalecało, aby osadników:

osiedlać poza pasem nadgranicznym lądowym 50 km oraz morskim i miast wojewódzkich – 30 km (…) dążąc do tego, aby liczba osadników w akcji "W" nie przekroczyła 10% ludności danej gromady (…).

Nowych osadników osiedlono w Trzebiatowie, Gołańczy Pomorskiej, Karnicach, Sadlnie, Robach, Mrzeżynie, Przybiernówku, Brojcach, Górzycy oraz majątkach Państwowego Zarządu Nieruchomości Ziemskich (PZNZ).
Do końca roku 1948 Gryfice stały się wielonarodowym miastem z dominującym czynnikiem polskim i licznym napływem osadników ukraińskich, białoruskich i litewskich.